# Мікі Редмонд
Мікі Редмонд (англ. Mickey Redmond, нар. 27 грудня 1947, Кіркленд-Лейк) — колишній канадський хокеїст, що грав на позиції крайнього нападника. Грав за збірну команду Канади.
Володар Кубка Стенлі. Провів понад 500 матчів у Національній хокейній лізі. В даний час працює хокейним аналітиком на телеканалі Fox Sports Detroit.

## Ігрова кар'єра
Хокейну кар'єру розпочав 1963 року.
Протягом професійної клубної ігрової кар'єри, що тривала 9 років, захищав кольори команд «Монреаль Канадієнс» та «Детройт Ред-Вінгс».
Загалом провів 554 матчі в НХЛ, включаючи 16 ігор плей-оф Кубка Стенлі.
Виступав за збірну Канади.

## Інше
Після завершення кар'єри гравця працював коментатором на телевізійних каналах, зокрема на CBC.

## Нагороди та досягнення
- Трофей Реда Тілсона (ОХЛ) — 1967.
- Володар Кубка Стенлі в складі «Монреаль Канадієнс» — 1968, 1969.
- Перша команда всіх зірок НХЛ — 1973.
- Друга команда всіх зірок НХЛ — 1974.
- Учасник матчу усіх зірок НХЛ — 1974.

## Статистика
| Сезон        | Клуб                 | Ліга         | Регулярний сезон | Регулярний сезон | Регулярний сезон | Регулярний сезон | Регулярний сезон | Плей-оф | Плей-оф | Плей-оф | Плей-оф | Плей-оф |
| Сезон        | Клуб                 | Ліга         | І                | Г                | П                | О                | ШХ               | І       | Г       | П       | О       | ШХ      |
| ------------ | -------------------- | ------------ | ---------------- | ---------------- | ---------------- | ---------------- | ---------------- | ------- | ------- | ------- | ------- | ------- |
| 1963–64      | «Пітерборо Пітс»     | ОХЛ          | 53               | 21               | 17               | 38               | 26               | 4       | 1       | 2       | 3       | 2       |
| 1964–65      | «Пітерборо Пітс»     | ОХЛ          | 52               | 23               | 20               | 43               | 30               | 12      | 1       | 9       | 10      | 11      |
| 1965–66      | «Пітерборо Пітс»     | ОХЛ          | 48               | 41               | 51               | 92               | 31               | 6       | 4       | 1       | 5       | 6       |
| 1966–67      | «Пітерборо Пітс»     | ОХЛ          | 48               | 51               | 44               | 95               | 44               | 6       | 2       | 5       | 6       | 14      |
| 1966–67      | «Х'юстон Аполлос»    | ЦПХЛ         | —                | —                | —                | —                | —                | 5       | 3       | 2       | 5       | 2       |
| 1967–68      | «Монреаль Канадієнс» | НХЛ          | 41               | 6                | 5                | 11               | 4                | 2       | 0       | 0       | 0       | 0       |
| 1967–68      | «Х'юстон Аполлос»    | ЦПХЛ         | 15               | 9                | 8                | 17               | 9                | —       | —       | —       | —       | —       |
| 1968–69      | «Монреаль Канадієнс» | НХЛ          | 65               | 9                | 15               | 24               | 12               | 14      | 2       | 3       | 5       | 2       |
| 1969–70      | «Монреаль Канадієнс» | НХЛ          | 75               | 27               | 27               | 54               | 61               | —       | —       | —       | —       | —       |
| 1970–71      | «Монреаль Канадієнс» | НХЛ          | 40               | 14               | 15               | 29               | 35               | —       | —       | —       | —       | —       |
| 1970–71      | «Детройт Ред-Вінгс»  | НХЛ          | 21               | 6                | 8                | 14               | 7                | —       | —       | —       | —       | —       |
| 1971–72      | «Детройт Ред-Вінгс»  | НХЛ          | 78               | 42               | 29               | 71               | 34               | —       | —       | —       | —       | —       |
| 1972–73      | «Детройт Ред-Вінгс»  | НХЛ          | 76               | 52               | 41               | 93               | 24               | —       | —       | —       | —       | —       |
| 1973–74      | «Детройт Ред-Вінгс»  | НХЛ          | 76               | 51               | 26               | 77               | 14               | —       | —       | —       | —       | —       |
| 1974–75      | «Детройт Ред-Вінгс»  | НХЛ          | 29               | 15               | 12               | 27               | 18               | —       | —       | —       | —       | —       |
| 1975–76      | «Детройт Ред-Вінгс»  | НХЛ          | 37               | 11               | 17               | 28               | 10               | —       | —       | —       | —       | —       |
| Усього в НХЛ | Усього в НХЛ         | Усього в НХЛ | 538              | 233              | 195              | 428              | 219              | 16      | 2       | 3       | 5       | 2       |